# Wilcoxius
Wilcoxius is een vliegengeslacht uit de familie van de roofvliegen (Asilidae).

## Soorten
- W. acutulus Martin, 1975
- W. bullatus (Bromley, 1929)
- W. caputitis Scarbrough & Perez-Gelabert, 2005
- W. crenus Martin, 1975
- W. juventus Scarbrough & Perez-Gelabert, 2005
- W. loewi (Bromley, 1929)
- W. planus Scarbrough & Perez-Gelabert, 2005
- W. ramsdeni (Bromley, 1929)
- W. similis Scarbrough & Perez-Gelabert, 2005
- W. truncus Martin, 1975
- W. tumidus Scarbrough & Perez-Gelabert, 2005